# Hesketh 308B
O 308B é o modelo da Hesketh Racing da temporada de 1975 da F1. 
Foi guiado por James Hunt, Alan Jones, Torsten Palm, Harald Ertl e Brett Lunger.